# Пьяная фирма
«Пьяная фирма» — российский четырёхсерийный комедийный фильм 2016 года режиссёра Григория Константинопольского.
Съёмки проходили с 26 декабря 2015 года по 10 марта 2016 года.

## Сюжет
В центре сюжета история бывшего врача Григория Михайловича Штучного, который сильно выпивает и работает охранником в поликлинике. Штучный — изобретатель рецепта препарата, снимающего жестокое похмелье и выводящего из запоя. Ситуация складывается так, что Штучному требуются деньги, и он начинает зарабатывать, снимая похмелье у состоятельных клиентов. Его молодой компаньон Илья ищет клиентов, а Штучный с разной степенью успешности лечит их.

## Названия серий
1. Новый год
2. 50/50 («Пятьдесят на пятьдесят»)
3. Начало новой жизни
4. Так вот какая ты.

## В ролях
- Михаил Ефремов — Григорий Михайлович Штучный
- Елизавета Боярская — главврач поликлиники Анастасия Григорьевна
- Иван Макаревич — Илья Весёлых
- Анна Михалкова — Сабина
- Марат Башаров — майор Егор Гнилорыбов
- Виктория Исакова — Мальвина Витальевна
- Юрий Колокольников — Вячеслав Колокольников, сменщик Штучного
- Ирина Апексимова — мама Ильи Весёлых
- Алексей Кортнев — Коржаков
- Александр Петров — Штучный в молодости
- Евгений Цыганов — Алмаз Шерханович
- Артём Ткаченко — Витя, замполит
- Сергей Колтаков — Борис Николаевич Ельцин
- Андрей Мерзликин — Анатолий Чубайс
- Ингеборга Дапкунайте — Майкл Джексон
- Ян Цапник — Виталий Кузьмич, начальник Гнилорыбова
- Даша Чаруша — любовница Гнилорыбова
- Любовь Аксёнова — роженица
- Александр Стриженов — Василий Апельсинов, отчим Ильи
- Виктория Толстоганова — Галина Юрьевна
- Григорий Константинопольский — Селезнёв

## Съёмочная группа
- Продюсеры: Валерий Федорович, Евгений Никишов, Игорь Мишин, Александр Дулерайн, Юрий Сапронов
- Режиссёр-постановщик и автор сценария: Григорий Константинопольский
- Оператор-постановщик: Владимир Ушаков
- Художники-постановщики: Фёдор Савельев, Мария Турская
- Композитор: Григорий Константинопольский

## Награды
- 2017 — Приз Ассоциации продюсеров кино и телевидения (АПКиТ)[3]:
  - «Лучший телевизионный фильм/сериал»[4]
  - «Лучший актёр телевизионного фильма/сериала» — Михаил Ефремов[5]
  - Номинация в категории «Лучшая сценарная работа» [4]
- 2017 — Номинация на премию ТЭФИ за лучшую режиссуру за сериал «Пьяная фирма» — Григорий Константинопольский[6]
- 2017 — Сценарная премия «Слово» им. В. Черных за Лучший сценарий телевизионного фильма за сериал «Пьяная фирма» — Григорий Константинопольский[7].